# Latino (glazbeni sastav)
Latino hrvatski je glazbeni sastav osnovan 1985. godine u Zagrebu. Osnivač i frontmen grupe je Željko Krušlin Kruška, koji je ujedno autor glazbe i tekstova.
Sastav je početkom djelovanja stekao popularnost kroz redovite nastupe na Latino partyima subotom u zagrebačkom klubu Sokol. Prvi značajan uspjeh postigli su 1993. godine albumom „Divno je biti nekome nešto”, nazvanom po istoimenom hitu koji je Krušlin napisao 1978. godine.
Značajna godina u povijesti sastava bila je 1995., kada su održali prvi veliki koncert na zagrebačkoj Šalati pred 10.000 posjetitelja. Iste godine objavili su album „Gdje je ljubav tu si ti”. Uspjeh na Šalati ponovili su 1996. i 2005. godine, kada su dva dana zaredom privukli po 10.000 posjetitelja.
Godine 1998. sastav je realizirao prvu humanitarnu turneju pod nazivom „Vašem gradu na dar”, nastupajući u dvadesetak hrvatskih gradova.

## Diskografija

### Studijski albumi
- „Divno je biti nekome nešto”, 1993.[3]
- „Gdje je ljubav tu si ti”, 1995.
- „Žene čuvaju uspomene”, 1997.
- „Svaka ti čast”, 1999.
- „Dobar dan zlato moje”, 2002.
- „Ljubav.com”, 2019.

### Kompilacije
- „Sve najbolje”, 2000.
- „Zlatna kolekcija”, 2005.
- „The Best Of Collection”, 2019.